# Royal Navy Communications Branch Museum

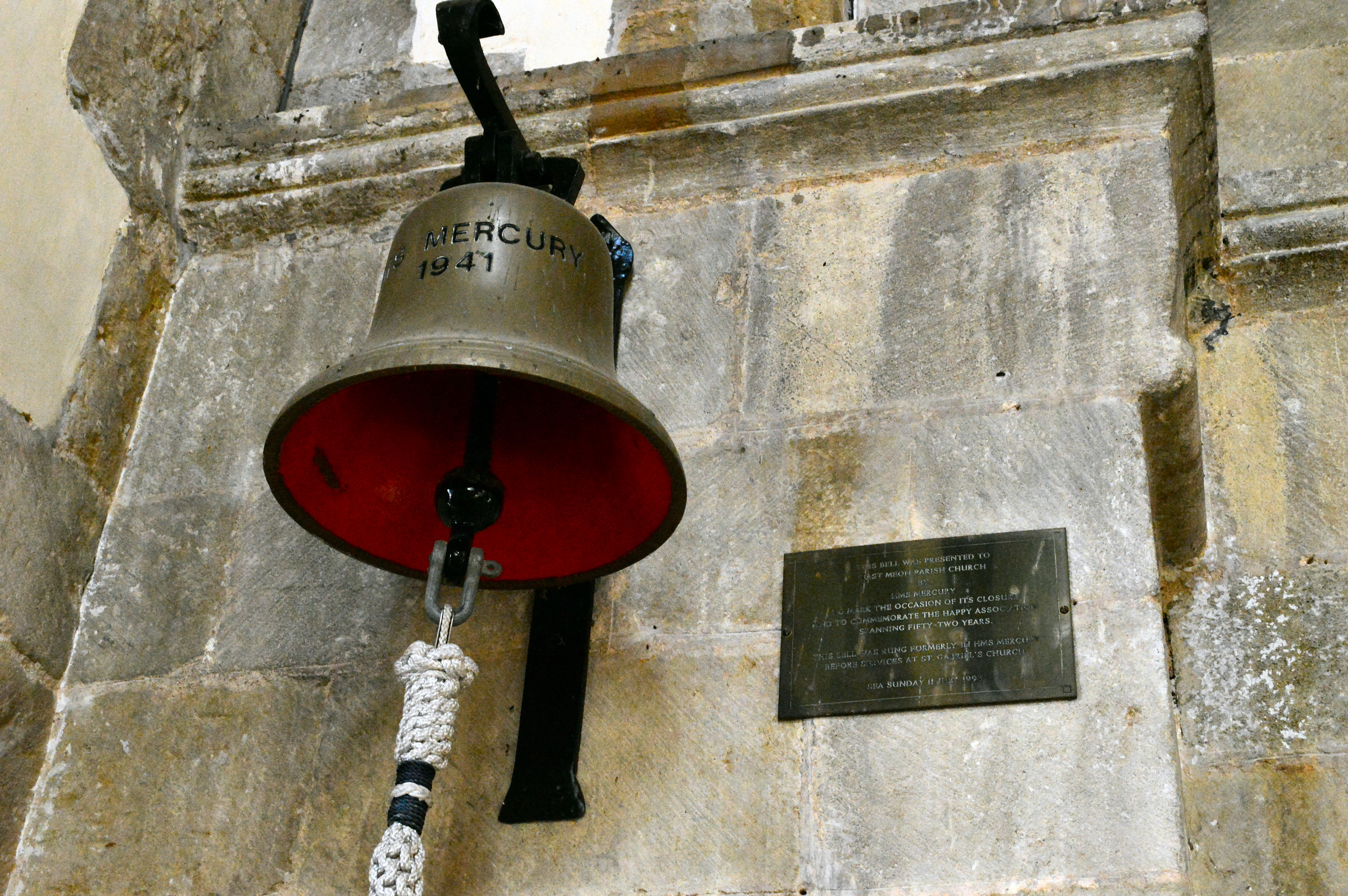
Anlässlich der Schließung von HMS Mercury am 11. Juli 1993 gestiftete Glocke (2020)

Das Royal Navy Communications Branch Museum (CommsMuseum), eigentlich Royal Navy Communications Branch Museum/Library (deutsch „Museum und Bibliothek der Kommunikationsabteilung der Royal Navy“), ist ein digitales Museum, das sich der Fernmelde- und Aufklärungstechnik der Royal Navy (RN) widmet, also der Kriegsmarine des Vereinigten Königreichs.

## Geschichte
Am 16. August 1941, mitten im Zweiten Weltkrieg, wurde die Signal School (deutsch etwa „Fernmeldeschule“) der RN unter der Bezeichnung HMS Mercury als Marineausbildungsstätte in der Nähe von Petersfield (Hampshire), gut 20 km nördlich des Marinestützpunkts Portsmouth, gegründet. Hier wurden viele Generationen von Nachrichtenoffizieren und Fernmeldern für die RN ausgebildet, bevor die Schule am 31. August 1993 aufgelöst wurde.
Das virtuelle RN‑Kommunikationsmuseum entstand daraufhin auf Eigeninitiative von Ken Sutton. Er hatte von 1966 bis 1998 in der Royal Navy gedient und war anschließend bis 2012 als ziviler Ausbilder tätig. Das Museum steht in der Tradition der langjährigen Geschichte der RN und insbesondere ihrer Stützpunkte Portsmouth und HMS Mercury sowie des dort zuvor angegliederten Museums und der Bibliothek. Nach Auflösung des Stützpunktes in Petersfield, gab es keine Ausstellungsräume mehr für die dortigen Exponate, wie Geräte, Fotos, Bücher und Dokumente, so dass alles eingelagert werden musste. Als Ken Sutton 2012 in den Ruhestand ging, widmete er sich unter dem Motto Geschichte bewahren dem Wiederaufbau des Museums. Im Juli 2014 wurde es feierlich eröffnet und ist seitdem online verfügbar.
Das Museum nutzt Räumlichkeiten der Marine auf deren Stützpunkt HMS Collingwood in Fareham, ist aber kein offizielles Museum der Royal Navy. Die Exponate und Dokumente, zwar sämtlich real vorhanden, werden in erster Linie online präsentiert. Die Website bietet, für jedermann frei verfügbar, eine umfangreiche Sammlung technischer Informationen zur Funk- und Verschlüsselungstechnik, speziell zu Sendern, Empfängern und Chiffriermaschinen. Dazu gehören auch technische Unterlagen, Fotos sowie vielfältige Informationen zur Geschichte der Royal Navy, insbesondere im Zweiten Weltkrieg und zur Atlantikschlacht, und auch die damit in Zusammenhang stehende Kryptanalyse der deutschen Enigma-Maschine und der Lorenz-Maschine.